# Strassenbahn Biel
| Strassenbahn Biel              | Strassenbahn Biel                    |
| ------------------------------ | ------------------------------------ |
| Strassenbahnen am Zentralplatz |                                      |
| Strassenbahnnetz im Jahr 1925  |                                      |
| Streckenlänge:                 | 13,5 km                              |
| Spurweite:                     | bis 1902: 1435 mm / ab 1902: 1000 mm |
| Stromsystem:                   | 550 V =                              |
| Maximale Neigung:              | 42 ‰                                 |
| Minimaler Radius:              | 15 m                                 |
|                                |                                      |
| Betreiber:                     | Städtische Strassenbahn Biel         |
| Eröffnung:                     | Bözingen–Nidau: 18. August 1877      |
| Elektrifizierung Umspurung:    | 31. Dezember 1902                    |
| Eröffnung:                     | Biel–Mett: 24. Oktober 1913          |
| Stilllegung:                   | 8. Dezember 1948                     |

Die Strassenbahn Biel war eine in Biel/Bienne und dessen Umland verkehrende Strassenbahn, die von 1877 bis 1948 bestand und bis 1902 als Pferdestrassenbahn (Rösslitram) betrieben wurde. Zuständiges Verkehrsunternehmen war anfangs die Compagnie générale des tramways suisses (TS), später die Städtische Strassenbahn Biel (französisch Tramway de Bienne, abgekürzt TrB) aus welcher wiederum die heutigen Verkehrsbetriebe Biel hervorgegangen sind.

## Geschichte

### Pferdestrassenbahn

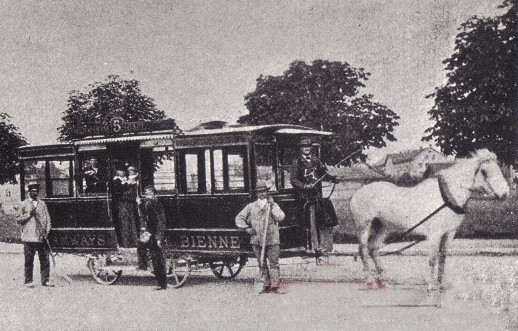
Wagen Nr. 5

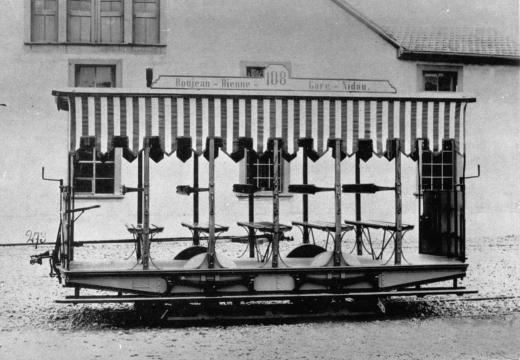
Sommerwagen Nr. 108

Im Jahre 1857 eröffnete die Schweizerische Centralbahn (SCB) die Bahnstrecke von Olten über Herzogenbuchsee nach Solothurn bis nach Biel, womit das Städtchen mit damals gut 4000 Einwohner einen starken Wachstumsschub erhielt und 1870 bereits doppelt so viele Einwohner hatte. Viele Zuwanderer waren Französisch sprechende Uhrmacher aus dem Jura.  Eine Pferdestrassenbahn nach dem Muster amerikanischer Städte sollte schnellere Verbindungen im gewachsenen Gebiet der Stadt schaffen.
Im Jahr 1874 wurde die Pferde-Eisenbahn-Gesellschaft Biel mit einem Aktienkapital von 200 000 Franken gegründet, die 1875 eine Konzession für den Betrieb einer Pferdestrassenbahn auf der Strecke Bözingen–Biel–Nidau während 25 Jahren, die auch den Bahnhof besser mit der Stadt verbinden sollte. Die Konzession verlangte, dass die Strecke täglich 20 mal in beide Richtungen befahren wurde. Der Fahrpreis durfte für die ganze Strecke 20 Rappen betragen, was nach heutiger Kaufkraft ca. 12 Franken entsprach.
Die Pferde-Eisenbahn-Gesellschaft Biel trat die Konzession per Vertrag im Oktober 1876 an die Genfer Compagnie générale des tramways suisses (TS). Diese Gesellschaft entstand aus der Compagnie des tramways de Genève (CTG), welche erst im März desselben Jahres gegründet worden war und zwei Tramlinien in Genf von Vorgängergesellschaften übernommen hatte. In Genf verkehrte bereits seit 1862 eine Pferdestrassenbahn. Aus der TS ging später die heutigen Transports publics genevois (TPG) hervor. Die Pferde-Eisenbahn-Gesellschaft Biel löste sich, nachdem sie die Konzession abgetreten hatte, auf.
Nach zwei Monaten Bauzeit eröffnete die TS am 18. August 1877 die 4180 m lange  normalspurige Pferdestrassenbahnlinie von Bözingen nach Nidau Schiffländte. Damit besass Biel als zweite Stadt in der Schweiz ein Rösslitram, noch bevor die Städte Basel, Bern und Zürich folgten. Der Betrieb begann mit vier Wagen und 18 Pferden. Drei der vier Wagen kamen aus dem Ausland, der vierte Wagen stammte von der Schweizerischen Industrie Gesellschaft (SIG) aus Neuhausen am Rheinfall. Für die Postbeförderung standen einachsige Anhänger zur Verfügung.
Im folgenden Jahr, am 23. März 1878, wurde die Linie um 400 Meter bis Nidau Kirche verlängert.
Aus dem Jahr 1880 wird berichtet, dass ein Pferd täglich viereinhalb Stunden im Einsatz war und dabei 17 km zurücklegte. Die Pferde wurden stark beansprucht, sodass neun von den 13 vorhandenen Pferden eingingen oder sonst aus dem Dienst ausschieden. Im selben Jahr wurde 11 neue Pferde dazugekauft.
Zu Beginn machte der Pferdetrambetrieb Gewinn, doch bald kam es zu einem Konjunktureinbruch. Einige harte Winter drückten weiter aufs Betriebsresultat – dem Gesuch, den Betrieb im Winter einzustellen, wurde vom Bundesrat nicht stattgegeben. Ab 1888 schrieb der Betrieb wieder schwarze Zahlen bis zum Ende des Jahrhunderts. 1897 beförderte die Pferdestrassenbahn 488 549 Personen. Sie hatte mittlerweile 22 Mitarbeiter und 21 Pferde.
Nach der Einführung der Druckluftstrassenbahn in Bern dachte man in Biel an die Umstellung auf elektrischen Betrieb. Die TS fusionierte Ende November 1900 mit der Société genevoise des chemins de fer à voie étroite (VE), der zweiten Tramgesellschaft in Genf, zur Compagnie genevoise des tramways électriques (CGTE). Diese Gesellschaft verkauft 1901 das Rösslitram für 170 000 Franken an die Stadt Biel.

### Elektrische Strassenbahn

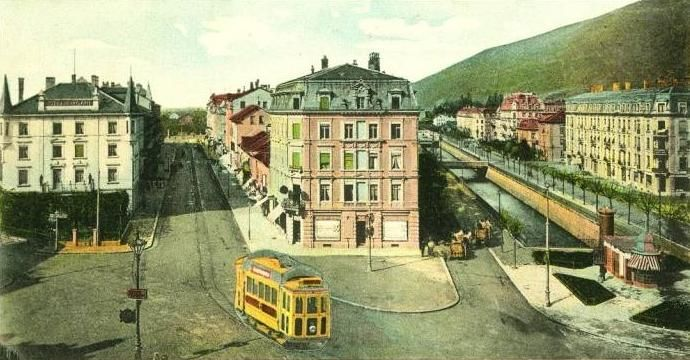
Ein Motorwagen der Serie Ce 2/2 1–12 im Jahr 1903

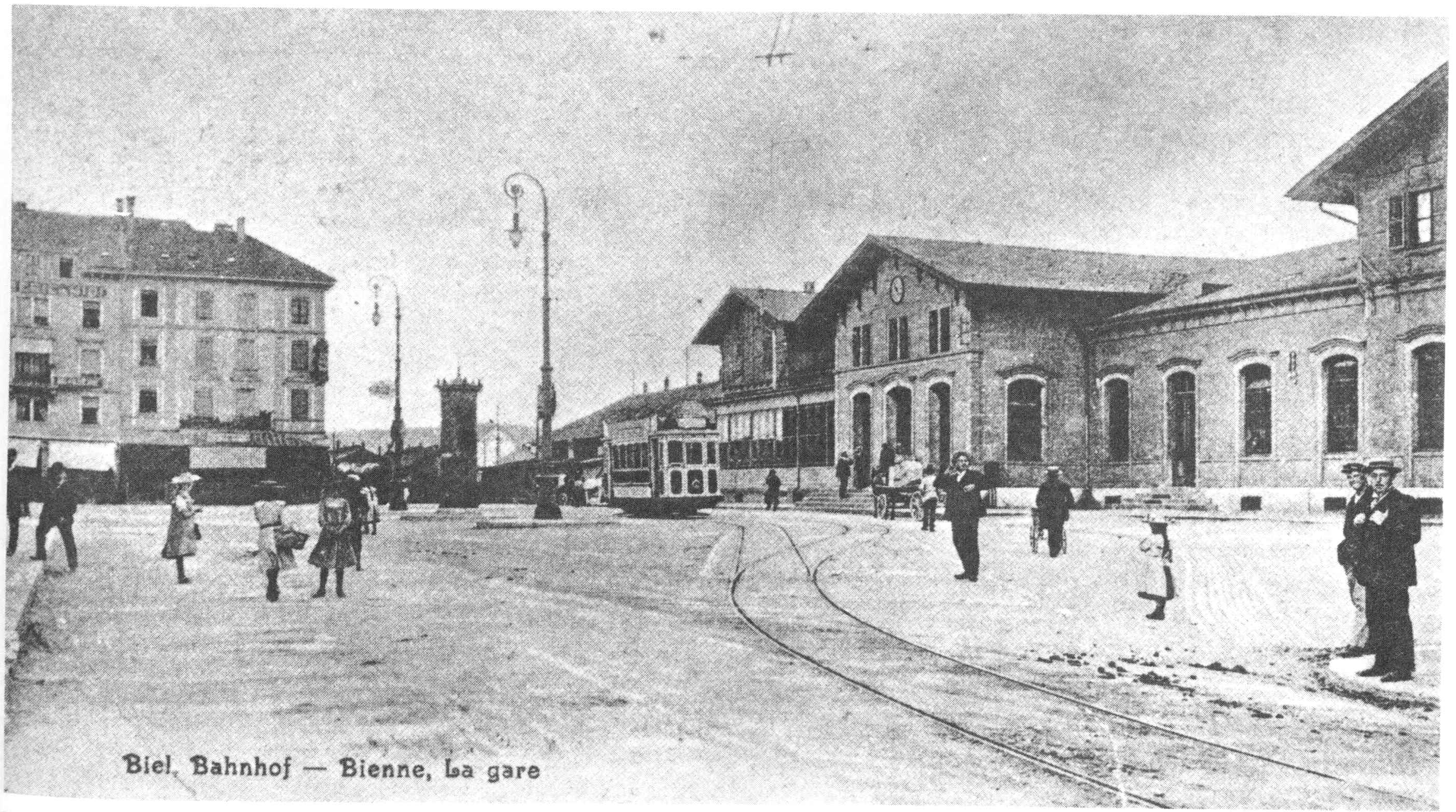
Vor dem Bahnhof Biel

Nach der Übernahme der Pferdebahn durch die Stadt Biel wurde im Juni 1901 die Konzession für den Umbau auf elektrischen Betrieb eingereicht. Im Mai 1902 konnte mit der Elektrifizierung und dem Umbau auf Meterspur begonnen werden. Es wurden zwölf elektrische Motorwagen beschafft und einzelne Pferdebahnwagen umgespurt, um sie als Beiwagen weiterverwenden zu können. Am 10. Oktober wurde der elektrische Betrieb Biel–Bözingen aufgenommen, am 30. Dezember ist auch die Strecke nach Nidau elektrifiziert.
1913 konnte eine zweite Strecke nach Mett eröffnet werden, die von der neuen Linie 3 bedient wurde. Dort konnte auf die eigenständige Biel-Meinisberg-Bahn (BMB) umgestiegen werden, welche mit zwei Dampftriebwagen die Strecke nach Meinisberg bediente. Die bestehenden Tramlinien erhielten die Liniensignale 1 und 2, zuvor verkehrte die Strassenbahn ohne Liniennummern.
Ab 1916 schloss in Nidau die Biel-Täuffelen-Ins-Bahn (BTI) an das Streckennetz an, die Bahn erhielt erst 1926 ihre eigene Strecke von Nidau bis zum Bahnhof der SBB.
Die BMB musste 1923 den Betrieb wegen Zahlungsunfähigkeit einstellen. Sie musste durch den Kanton Bern saniert werden und wurde auf elektrischen Betrieb umgestellt. Die Betriebsführung ging an die Strassenbahn Biel über, womit das Strassenbahnnetz ab 1926 die maximalen Ausdehnung erreichte.
| Linie 1       | Bahnhof – Zentralplatz – Mühlebrücke – Juraplatz – Bözingen   |
| Linie 2       | Bahnhof – Nidau                                               |
| Linie 3       | Bahnhof – Zentralplatz – Mett                                 |
| Linie 4 / BMB | Bahnhof – Zentralplatz – Mett – Orpund – Safnern – Meinisberg |

1930 wurden die Linien 1 und 2 zur neuen Linie 1 Nidau–Bözingen durchgebunden. Infolgedessen wurde aus der Linie 3 die neue Linie 2 und aus der Linie 4 wurde die neue Linie 3.
| Linie 1       | Nidau–Bahnhof – Zentralplatz – Mühlebrücke – Juraplatz – Bözingen |
| Linie 2       | Bahnhof – Zentralplatz – Mett                                     |
| Linie 3 / BMB | Bahnhof – Zentralplatz – Mett – Orpund – Safnern – Meinisberg     |

Ab 1936 kehrte die BMB wieder zum Eigenbetrieb zurück, sodass die Strassenbahn Biel nur noch bis Mett fuhr.
1940 begann die sukzessive Umstellung der Strassenbahn auf Trolleybus- und Autobusbetrieb. Die Linie 3 wurde 1940 zur Autobuslinie, die Linie 2 im selben Jahr zur Trolleybuslinie. Die Linie 1 wurde am 8. Dezember 1948 ebenfalls durch eine Trolleybuslinie abgelöst.

#### Fahrzeuge

##### Triebwagen

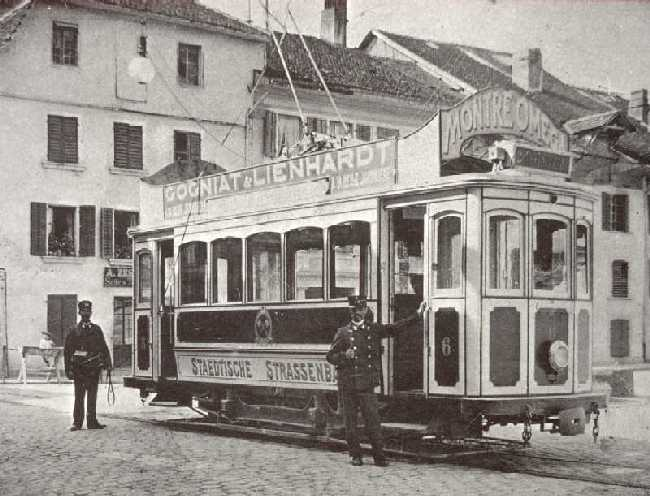
Ce 2/2 6 aus der ersten Serie

Die Strassenbahn hatte 20 zweiachsige Triebwagen aus drei Serien. Zwei Serien hatten Wagenkasten von SIG, eine Serie solche von Schindler Wagon Schlieren (SWS). Alle Serien hatte eine elektrische Ausrüstung der Maschinenfabrik Oerlikon (MFO). Alle Triebwagen wurden nach der Einstellung der Strassenbahn abgebrochen bis auf den Ce 2/2 Nr. 5, der nach zur Bex-Villars-Bretaye-Bahn gelangte. Acht Triebwagen der ersten Serie waren bereits 1940 ausgeschieden, nachdem die Linie 2 und 3 auf Busbetrieb umgestellt waren.
| Bezeichnung   | Anzahl | Hersteller | Baujahr | Ausrangiert |
| ------------- | ------ | ---------- | ------- | ----------- |
| Ce 2/2 1–12   | 12     | SIG, MFO   | 1902    | 1939–1948   |
| Ce 2/2 13–18  | 6      | SWS, MFO   | 1913    | 1948        |
| Ce 2/2 19, 20 | 2      | SIG, MFO   | 1930    | 1949        |

##### Anhänger

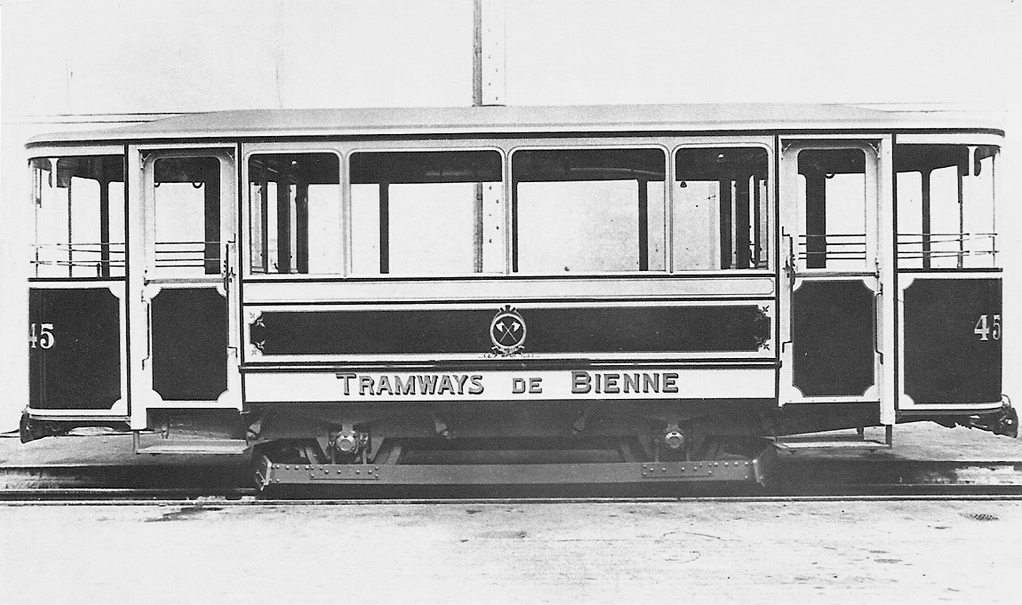
Anhänger Nr. 45

Der Anhängerbetrieb wurden erst 1910 eingeführt. Die 11 Anhänger stammten von SWS und SIG. Mit der Einstellung der zwei Linien im Jahre 1940 schieden fünf Anhänger aus, die restlichen wurden nach Betriebseinstellung an die Strassenbahn Lausanne abgegeben.
| Bezeichnung | Anzahl | Hersteller | Baujahr | Ausrangiert |
| ----------- | ------ | ---------- | ------- | ----------- |
| C2 41,42    | 2      | SWS        | 1910    | 1948        |
| C2 43,44    | 2      | SWS        | 1913    | 1948        |
| C2 45,46    | 2      | SIG        | 1925    | 1948        |
| C2 51–55    | 5      | SIG        |         | 1940–1941   |

##### Dienstwagen

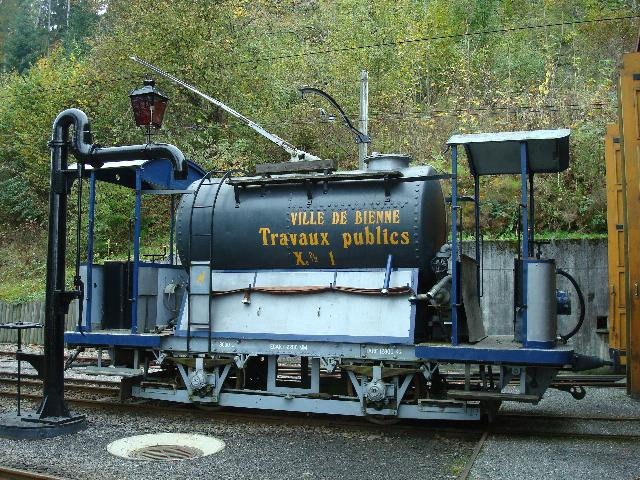
Sprengwagen Xe 2/2 Nr. 1

An Dienstwagen gab es den selbstfahrenden Sprengwagen Xe 2/2 Nr. 1, der bei der Museumsbahn Blonay–Chamby erhalten geblieben ist, zwei Schneepflüge und sieben Postanhänger. Der Sprengwagen ist das einzige erhaltene Fahrzeug der Bieler Strassenbahn.

### Diskutierter Neubau einer Tramlinie in Biel und Umgebung: RegioTram
Seit 2009 führte der Kanton Bern eine Vorstudie zu einer Tramlinie für die Stadt Biel durch. Die projektierte Linie sollte das aufstrebende Gewerbe- und Wohngebiet im Osten der Stadt mit der Bieler Innenstadt verbinden. Die Linie hätte die bestehende, 21 km lange Biel-Täuffelen-Ins-Bahn als Tramlinie weitergeführt. Im März 2015 wurde dieses Projekt gestoppt. Der Bau der Tramlinie hätte – Umbauarbeiten an bestehender Infrastruktur eingeschlossen – 311 Millionen Franken gekostet.